# Vladimir Rivero
Vladimir Rivero Hernández (Pinar del Río, 22 de enero de 1971 - Barañáin, 24 de noviembre de 2004) fue un jugador de balonmano cubano que jugó de portero. Su último equipo fue el Portland San Antonio navarro, al que llegó después de que conquistase la Liga de Campeones de la EHF en el 2001.
Aparte de la nacionalidad cubana, obtuvo la nacionalidad húngara. Iba a ser seleccionado con la selección de balonmano de Hungría en 2004, sin embargo, falleció antes de debutar con Hungría. Al parecer los motivos de su muerte se debieron a un aneurisma en la aorta, que se pudo deber en parte a la depresión que sufría desde hace tiempo.
Como jugador del Portland San Antonio logró sus mayores éxitos, al ganar una Liga Asobal, dos supercopas de España, una Copa Asobal y una Recopa de Europa de Balonmano. También fue subcampeón, con el Portland, de la Liga de Campeones de la EHF 2002-03.

## Clubes
- Veszprém KC
- Dunaferr SE ( -2001)
- Portland San Antonio (2001-2004)

## Palmarés

### Portland San Antonio
- Liga Asobal (1): 2002
- Copa Asobal (1): 2002
- Supercopa de España de Balonmano (2): 2002, 2003
- Recopa de Europa de Balonmano (1): 2004